# Ludwig von Wallmoden-Gimborn

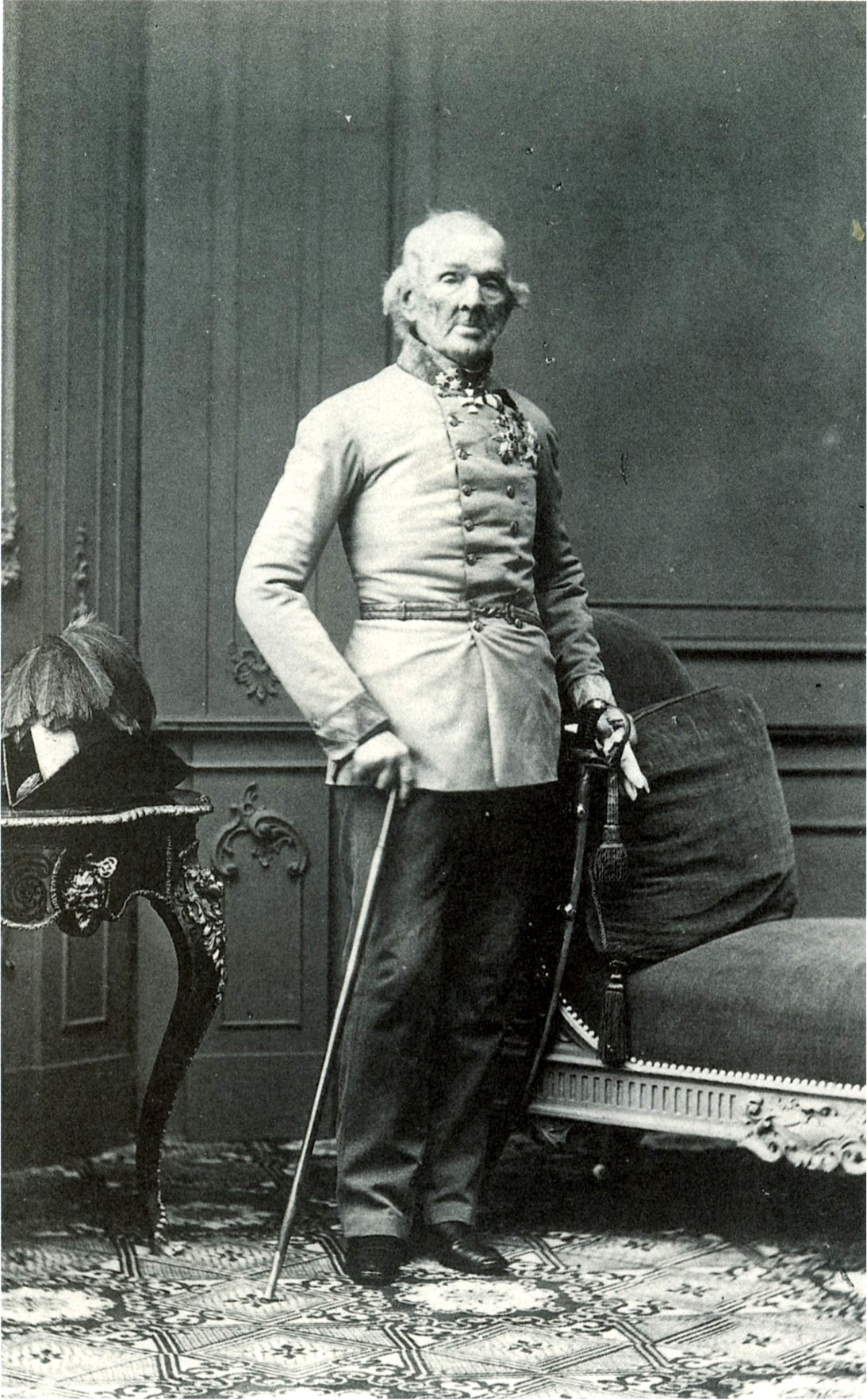
Ludwig von Wallmoden-Gimborn a 91 anni in una fotografia del 1860 scattata da Ludwig Angerer

Ludwig George Thedel von Wallmoden-Gimborn (Vienna, 6 febbraio 1769 – Vienna, 22 marzo 1862) è stato un generale austriaco della cavalleria.

## Biografia
Wallmoden era figlio del Conte Johann Ludwig von Wallmoden-Gimborn (1736-1811), figlio illegittimo del Re Giorgio II d'Inghilterra, e di Carlotta Cristiana Augusta Guglielmina von Wangenheim (1740−1783).
Dal momento che il nonno era anche Re di Hannover, egli iniziò la propria carriera proprio in seno all'esercito di questo stato, passando al servizio della Prussia nel 1790 e successivamente dell'Austria nel 1795. Proprio per la sua posizione famigliare, venne più volte scelto dall'Imperatore austriaco come inviato presso la corte inglese nelle campagne che si susseguirono tra il 1796 ed il 1801.
Nel 1809, infatti, riuscì a far stringere un'alleanza tra Impero austriaco e Regno Unito, trattato che venne siglato a Londra, in funzione anti-napoleonica. Col suo ritorno a Vienna, partecipò con onore alla battaglia di Wagram e dopo la pace seguita, venne promosso feldmaresciallo secondo Luogotenente ed ebbe il comando di una divisione dell'esercito in Boemia.
Nel 1813 passò al servizio dell'esercito Russo al comando di una legione austro-russa della coalizione antifrancese, scontrandosi con le truppe francesi del Generale Pécheux nella battaglia di Göhrde, penetrando successivamente nello Schleswig e forzando i danesi a sottoscrivere un trattato di pace dopo la battaglia di Sehested.
Con la firma di un secondo trattato di pace a Parigi, nel 1817 egli tornò nuovamente al servizio dell'Austria, divenendo comandante in capo alle truppe austriache che stazionavano nel Regno di Napoli. Nel 1821, con le proprie truppe, sedò le rivolte che a Napoli lamentavano l'occupazione straniera e nel giugno di quello stesso anno invase la Sicilia, dove rimase a sedare le rivolte locali sino al 1823. Successivamente ottenne incarichi come comandante del 1º Corpo d'Armata nell'Italia del Nord e fu comandante militare di Milano, incarico a cui rinunciò nel 1848.
Calcò nuovamente il suolo lombardo in occasione della sua ultima battaglia, quella di Magenta alla quale presenziò pur novantenne. Morì a Vienna il 22 marzo 1862 senza essersi mai sposato e senza aver avuto eredi.

## Ascendenza
|                                                       |                                |                                    | Genitori                                |  |  | Nonni |  |  | Bisnonni                   |  |  | Trisnonni                             |  |
|                                                       |                                |                                    |                                         |  |  |       |  |  | Giorgio I di Gran Bretagna |  |  | Ernesto Augusto di Brunswick-Lüneburg |  |
|                                                       |                                |                                    |                                         |  |  |       |  |  | Giorgio I di Gran Bretagna |  |  | Ernesto Augusto di Brunswick-Lüneburg |  |
|                                                       |                                | Sofia del Palatinato               |                                         |  |  |       |  |  | Giorgio I di Gran Bretagna |  |  |                                       |  |
| Giorgio II di Gran Bretagna                           |                                |                                    |                                         |  |  |       |  |  | Giorgio I di Gran Bretagna |  |  |                                       |  |
|                                                       |                                | Sofia Dorotea di Celle             | Giorgio Guglielmo di Brunswick-Lüneburg |  |  |       |  |  |                            |  |  |                                       |  |
|                                                       |                                | Sofia Dorotea di Celle             | Giorgio Guglielmo di Brunswick-Lüneburg |  |  |       |  |  |                            |  |  |                                       |  |
|                                                       |                                | Sofia Dorotea di Celle             | Éléonore d'Esmier d'Olbreuse            |  |  |       |  |  |                            |  |  |                                       |  |
| Giovanni Ludovico di Wallmoden-Gimborn                |                                | Sofia Dorotea di Celle             |                                         |  |  |       |  |  |                            |  |  |                                       |  |
|                                                       |                                | Johann Franz Dietrich von Wendt    | Caspar Ernst von Wendt                  |  |  |       |  |  |                            |  |  |                                       |  |
|                                                       |                                | Johann Franz Dietrich von Wendt    | Caspar Ernst von Wendt                  |  |  |       |  |  |                            |  |  |                                       |  |
|                                                       |                                | Johann Franz Dietrich von Wendt    | Anna Elisabeth von Friesenhausen        |  |  |       |  |  |                            |  |  |                                       |  |
| Amalie von Wallmoden                                  |                                | Johann Franz Dietrich von Wendt    |                                         |  |  |       |  |  |                            |  |  |                                       |  |
|                                                       |                                | Friderike Charlotte von dem Busche | Johann von dem Bussche                  |  |  |       |  |  |                            |  |  |                                       |  |
|                                                       |                                | Friderike Charlotte von dem Busche | Johann von dem Bussche                  |  |  |       |  |  |                            |  |  |                                       |  |
|                                                       |                                | Friderike Charlotte von dem Busche | Catharina Maria von Meysenbug           |  |  |       |  |  |                            |  |  |                                       |  |
| Ludwig von Wallmoden-Gimborn                          |                                | Friderike Charlotte von dem Busche |                                         |  |  |       |  |  |                            |  |  |                                       |  |
|                                                       | Hartmann Ludwig von Wangenheim | Konrad Hans Ludwig von Wangenheim  |                                         |  |  |       |  |  |                            |  |  |                                       |  |
|                                                       | Hartmann Ludwig von Wangenheim | Konrad Hans Ludwig von Wangenheim  |                                         |  |  |       |  |  |                            |  |  |                                       |  |
|                                                       | Hartmann Ludwig von Wangenheim | Catharina Sybille von Böltzig      |                                         |  |  |       |  |  |                            |  |  |                                       |  |
| August Willem von Wangenheim                          | Hartmann Ludwig von Wangenheim |                                    |                                         |  |  |       |  |  |                            |  |  |                                       |  |
|                                                       |                                | Anna Magdalena von Reden           | Jobst Friedrich von Reden               |  |  |       |  |  |                            |  |  |                                       |  |
|                                                       |                                | Anna Magdalena von Reden           | Jobst Friedrich von Reden               |  |  |       |  |  |                            |  |  |                                       |  |
|                                                       |                                | Anna Magdalena von Reden           | Elisabeth Eleonore von Estorff          |  |  |       |  |  |                            |  |  |                                       |  |
| Carlotta Cristiana Augusta Guglielmina von Wangenheim |                                | Anna Magdalena von Reden           |                                         |  |  |       |  |  |                            |  |  |                                       |  |
|                                                       |                                | Christian Ludwig von Hardenberg    | Hildebrand Christof von Hardenberg      |  |  |       |  |  |                            |  |  |                                       |  |
|                                                       |                                | Christian Ludwig von Hardenberg    | Hildebrand Christof von Hardenberg      |  |  |       |  |  |                            |  |  |                                       |  |
|                                                       |                                | Christian Ludwig von Hardenberg    | Magdalene Christine Sehestedt           |  |  |       |  |  |                            |  |  |                                       |  |
| Magdalena Christine von Hardenberg                    |                                | Christian Ludwig von Hardenberg    |                                         |  |  |       |  |  |                            |  |  |                                       |  |
|                                                       |                                | Katharina Sibylle von Dörnberg     | Ludwig von Dörnberg                     |  |  |       |  |  |                            |  |  |                                       |  |
|                                                       |                                | Katharina Sibylle von Dörnberg     | Ludwig von Dörnberg                     |  |  |       |  |  |                            |  |  |                                       |  |
|                                                       |                                | Katharina Sibylle von Dörnberg     | Anna Sybille von Wangenheim             |  |  |       |  |  |                            |  |  |                                       |  |
|                                                       |                                | Katharina Sibylle von Dörnberg     |                                         |  |  |       |  |  |                            |  |  |                                       |  |